# Kaufhaus JOH
Kaufhaus JOH was een Duitse warenhuisketen met het hoofdkantoor in Gelnhausen in de Duitse deelstaat Hessen.
De basis voor het bedrijf werd gelegd in 1760, toen kleermaker David Joh een bedrijf oprichtte in de Pfarrgasse in Gelnhausen. In de jaren 30 van de vorige eeuw had Heinrich Joh een sportwinkel, die ook herenmode ging verkopen. Het eerste warenhuis van de keten werd opgericht in 1967 door Peter Joh, die het vak leerde bij warenhuisketen Hertie en detailhandelservaring opdeed in het familiebedrijf. Het eerste warenhuis in Gelnhausen had een oppervlakte van 1.700m². In 1973 werd een nieuw warenhuis geopend dat meer dan 2 keer zo groot was. Daarna werden warenhuizen overgenomen in Büdingen en Friedberg. Samen met zijn vrouw Helma, zus Christa en zwager Dieter Iwanitzky zette Peter Joh de uitbreiding van het bedrijf voort.
Na de val van de Muur werden verschillende warenhuizen van HO (Handelsorganisation) in de voormalige DDR overgenomen, waaronder in Gotha en Zwickau. Na de overname werden de warenhuizen gerenoveerd en vormden een belangrijke trekker voor de stadscentra. Via het bedrijf Mützel-Joh werden vestigingen geopend in Saalfeld en Finsterwalde. Via het bedrijf Jola Kaufhaus GmbH werden 13 Oost-Duitse vestigingen geëxploiteerd. Het aantal medewerkers van de groep steeg van 51 in 1967 tot meer dan 2000 op het hoogtepunt.
Vanwege de groei van het bedrijf had Kaufhof interesse in de onderneming en nam via Warenhaus AG een belang van 24,9% in Kaufhaus Joh GmbH & Co. KG en Kaufhaus Joh Verwaltungs GmbH. Joh was  lid van de inkooporganisatie Kaufring AG, waar ook Horten en Hertie lid van waren.
In 2002 werd het bedrijf overgenomen door USP Deutschland GmbH & Co KG van Peter K. Sudholt. Het plan was om een regio-overstijgende warenhuisketen te bouwen, maar van die plannen kwam niets terecht. De filialen in Büdingen en Neuwied werden gesloten. Op 8 mei 2013, toen de keten nog zeven filialen telde, werd het faillissement aangevraagd. De warenhuizen in Gotha en Saalfeld werden verkocht aan Moses-Leininger. Het stamhuis met een oppervlakte van 11.000m² in Gelnhausen en de filialen in Friedberg en Zwickau, werden gesloten. De laatste drie warenhuizen sloten op 18 september 2013 de deuren.